# Metro van Shenzhen
De metro van Shenzhen (Engels: Shenzhen Metro, Traditioneel Chinees: 深圳地鐵, Hanyu pinyin: Shēnzhèn dìtiě, Kantonees Jyutping: Sam1 Zan3 Dei6 Tit3) is een openbaarvervoernetwerk in Shenzhen, China. Het netwerk werd geopend in eind december 2004 en werd daarmee na Peking, Hongkong, Tianjin, Shanghai, Guangzhou, Dalian en Wuhan de achtste stad van de Volksrepubliek met een metro. Het zeer snel uitbreidende netwerk bestaat nog uit tien lijnen, maar meerdere lijnen zijn in aanbouw of zijn gepland. Iedere lijn heeft één of meerdere intersecties met de andere lijnen.

## Lijnen
Het metrostelsel bestaat uit de volgende tien lijnen:
| Lijn nr. | Naam          | Chinese naam | Eindstations                          | Geopend, uitgebreid | Lengte | Stations |
| -------- | ------------- | ------------ | ------------------------------------- | ------------------- | ------ | -------- |
| 1        | Luobaolijn    | 羅寶線       | Luchthaven Shenzhen Bao'an - Luohu    | 2004, 2009 en 2011  | 41 km  | 30       |
| 2        | Shekoulijn    | 蛇口線       | Xinxiu - Chiwan                       | 2010, 2011          | 36 km  | 29       |
| 3        | Longganglijn  | 龍崗線       | Yitian - Shuanglon                    | 2010 en 2011        | 42 km  | 30       |
| 4        | Longhualijn   | 龍華線       | Futian Checkpoint - Qinghu            | 2004, 2007 en 2011  | 20 km  | 15       |
| 5        | Huanzhonglijn | 環中線       | Chiwan - Huangbeiling                 | 2011, 2019          | 47 km  | 34       |
| 6        | Guangminglijn | 光明线       | Science Museum - Songgang             | 2020                | 49 km  | 27       |
| 7        | Xililijn      | 七號線       | Xili Lake - Tai'an                    | 2016                | 30 km  | 27       |
| 9        | Meilinlijn    | 九號線       | Hongshuwan South - Wenjin             | 2016, 2019          | 25 km  | 22       |
| 10       | Bantianlijn   | 坂田线       | Futian Checkpoint - Shuangyong Street | 2020                | 29 km  | 24       |
| 11       | Airportlijn   | 機場線       | Futian - Bitou                        | 2016                | 52 km  | 18       |
| Totaal   | Totaal        | Totaal       | Totaal                                | Totaal              | 382 km | 266*     |

( * betekent: voor het totaal aantal stations zijn de overstapstations voor elke lijn en dus minstens dubbel geteld)

## Tickets/kosten
Het bedrag voor de reis hangt af van het aantal kilometer je reist. Het bedrag van één tot vier kilometer is natuurlijk kleiner dan die van veertien tot twintig kilometer.

#### De reismunt
Voor een enkeltje kun je naar een ticketmachine op een station gaan en dan selecteren waarnaartoe je wilt gaan reizen. Vervolgens betaal je het bedrag met het Chinese geld, de Renminbi en krijg je daarna je wisselgeld en de reismunt. Op de reismunt zelf zit een bepaalde bedrag. De reismunt scan je door het poortje wanneer je naar de perrons gaat en wanneer je het station verlaat, stop je de munt in een gat van het poortje. Je krijgt de munt daarna niet meer terug, want het bedrag dat erop zat, is dan op.

#### Shenzhen Tong
De Shenzhen Tong is een elektronisch betaalsysteem dat vergelijkbaar is met de Nederlandse OV-Chipkaart en precies hetzelfde werkt als de Hongkongse Octopus card.